# Receptor de rádio de ondas curtas

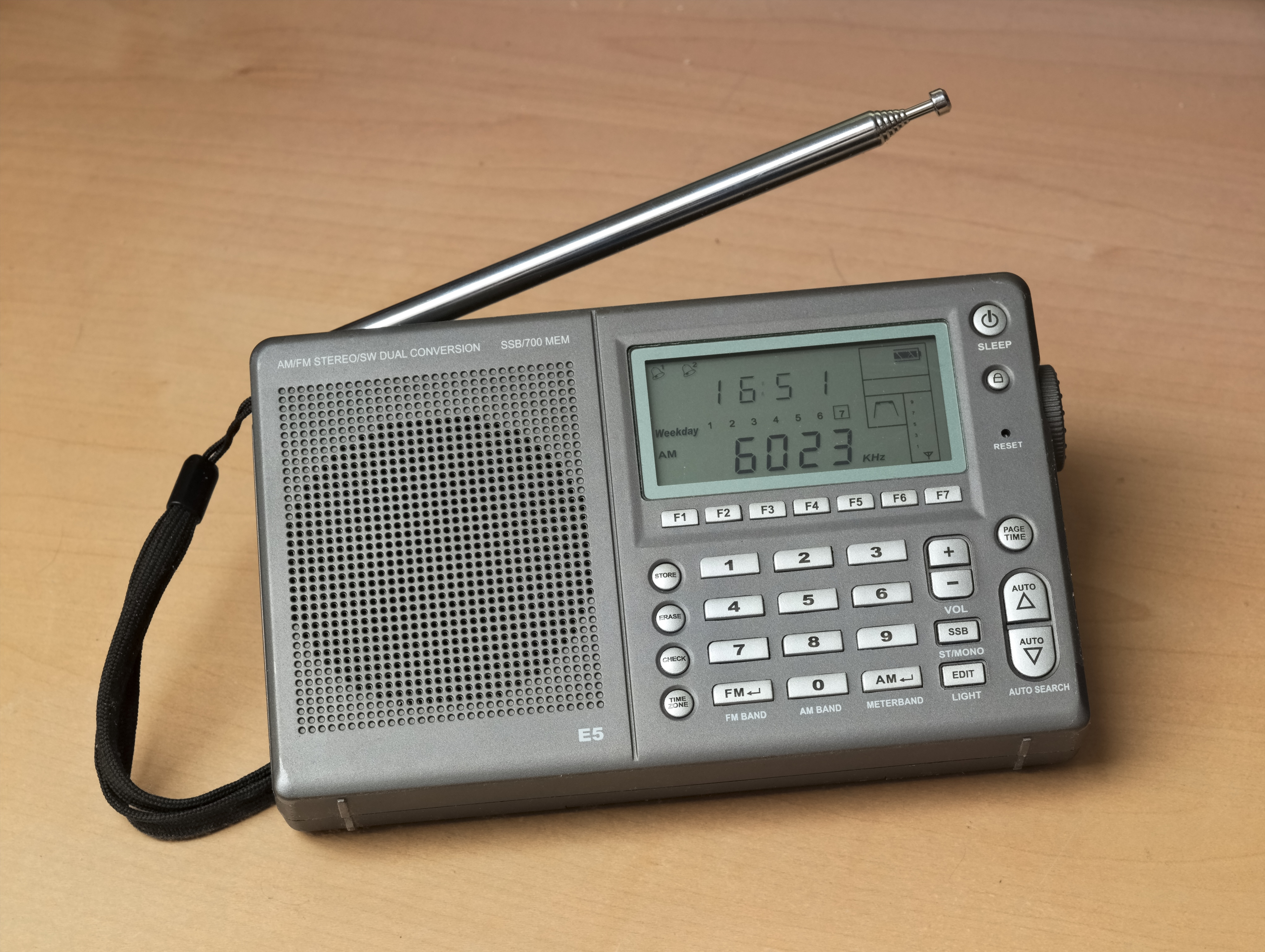
Receptor de rádio de ondas curtas portátil moderno com visor de frequência digital e teclado para entrada direta de frequência.

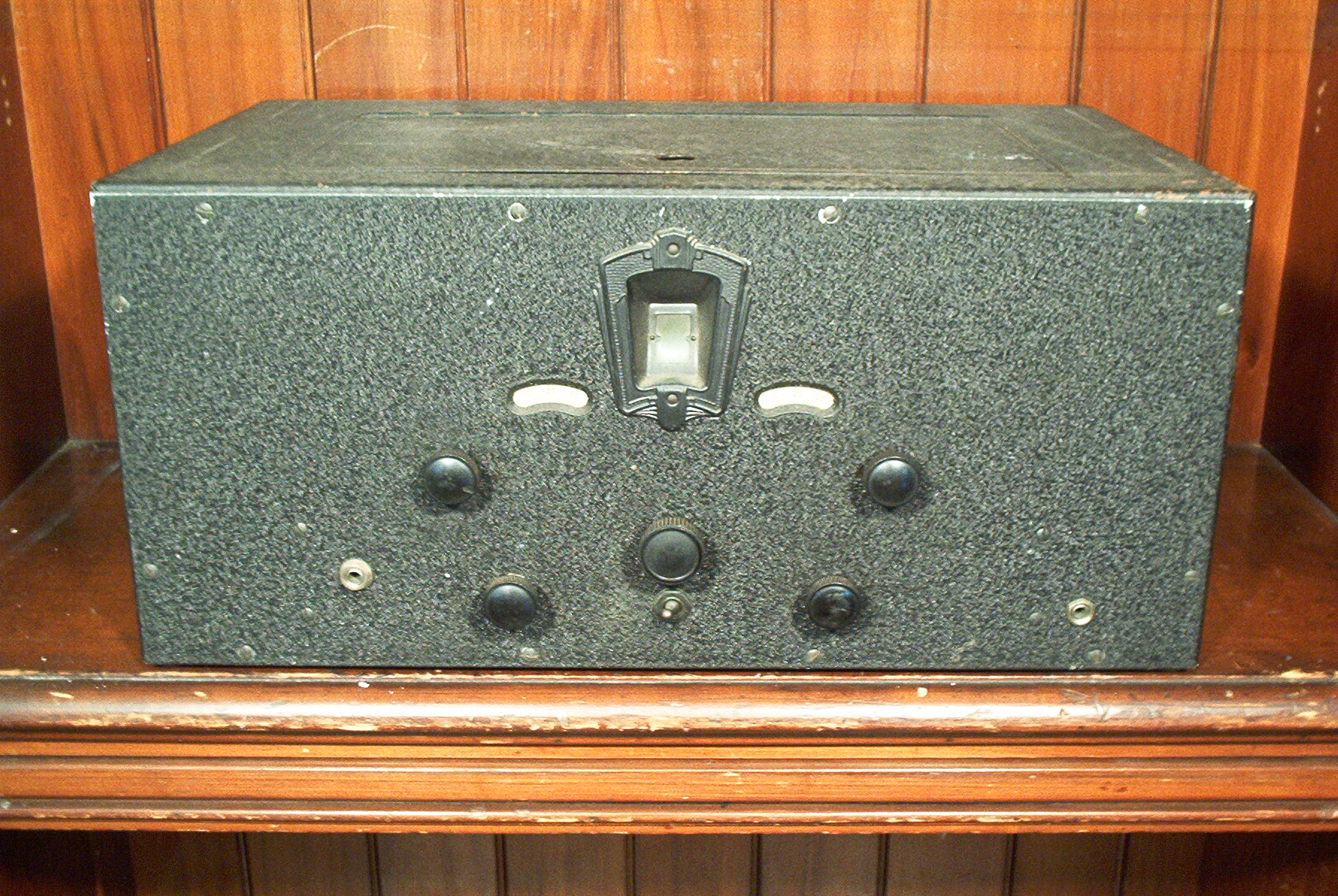
Receptor de ondas curtas Hammarlund Comet Pro, por volta de 1931.

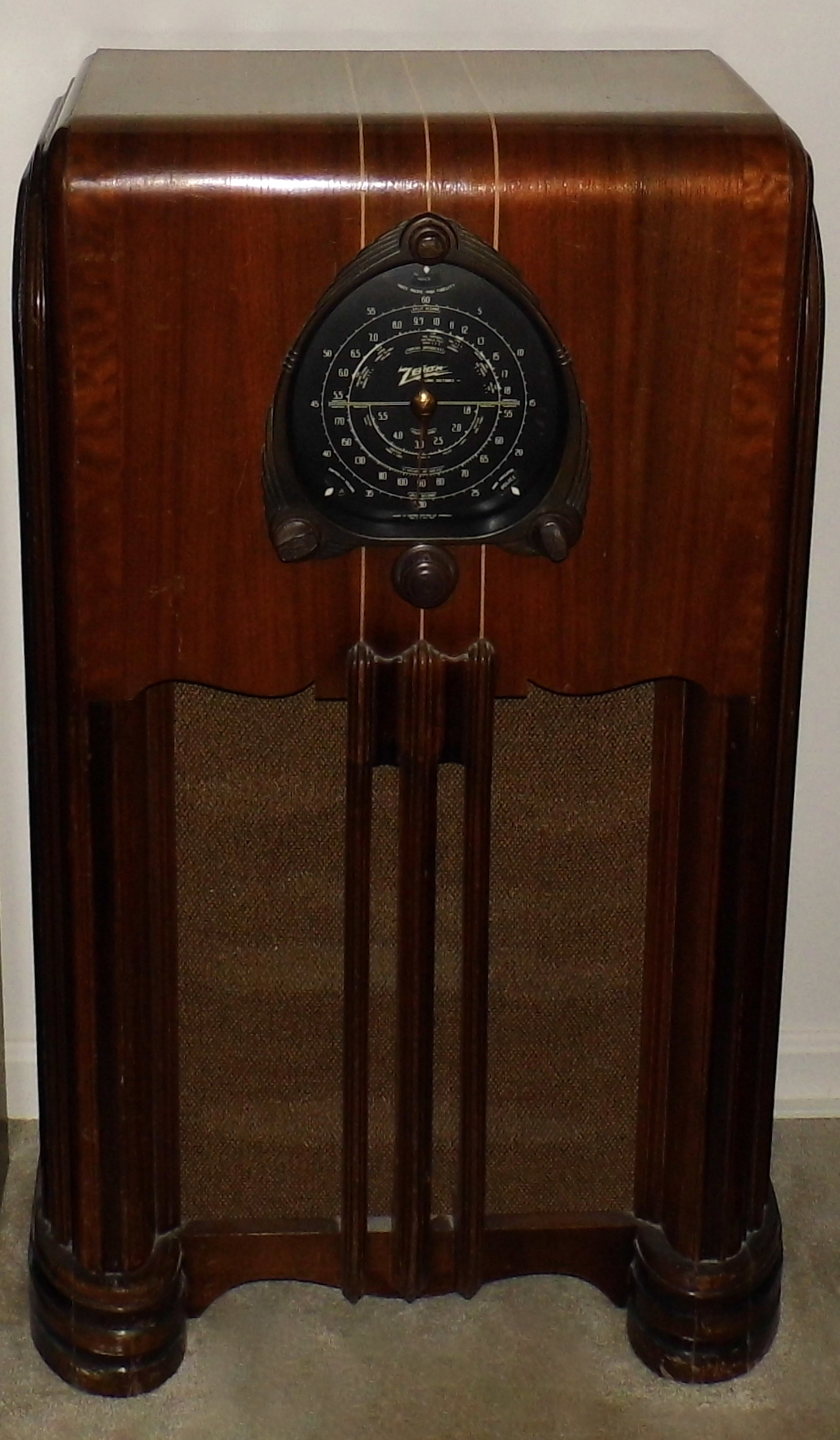
Receptor de rádio de consola Zenith com bandas de ondas curtas, por volta de 1938.

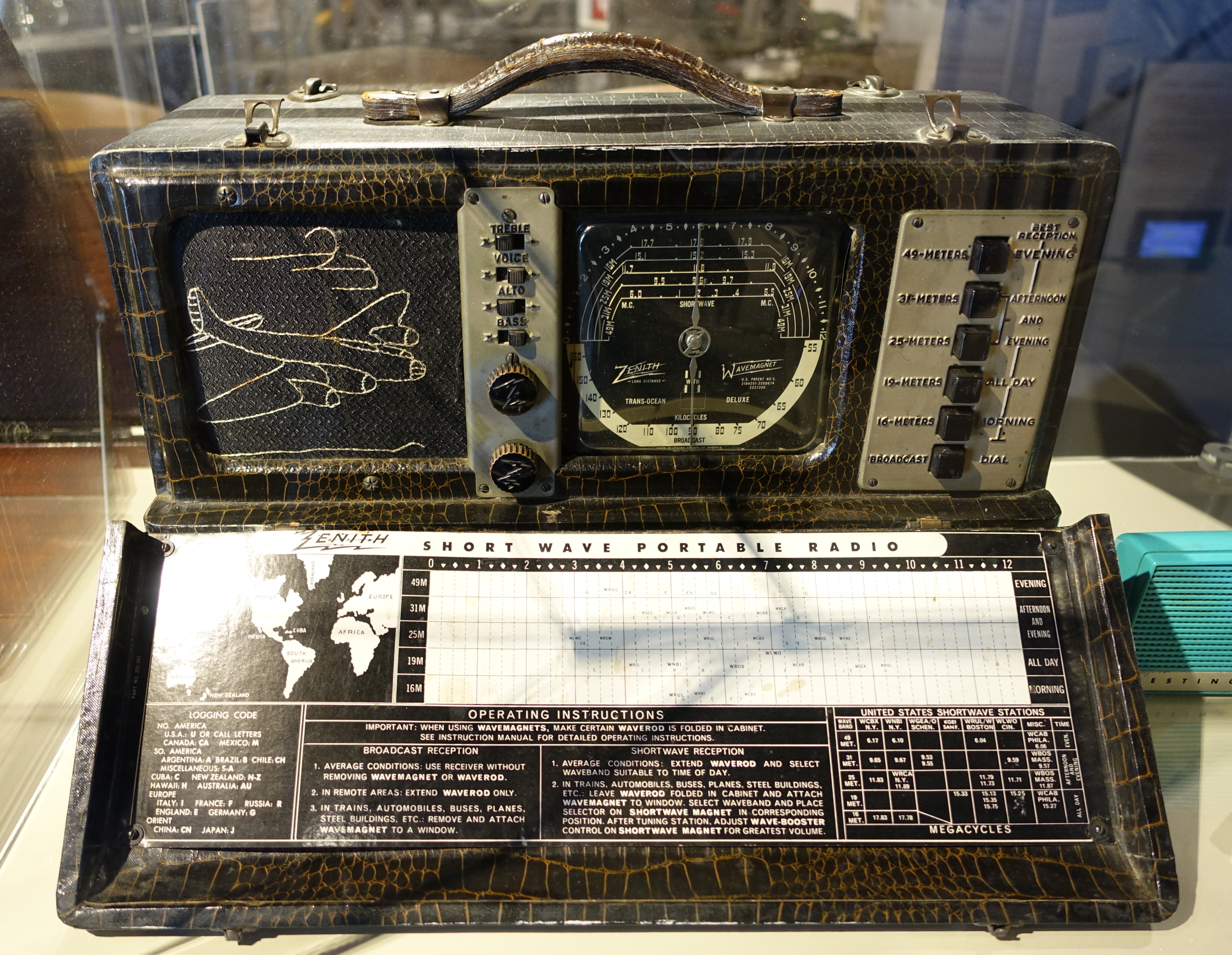
Um dos primeiros receptores de rádio de ondas curtas portáteis: Zenith Modelo 7G605 Trans-Oceanic 'Clipper', por volta de 1942.

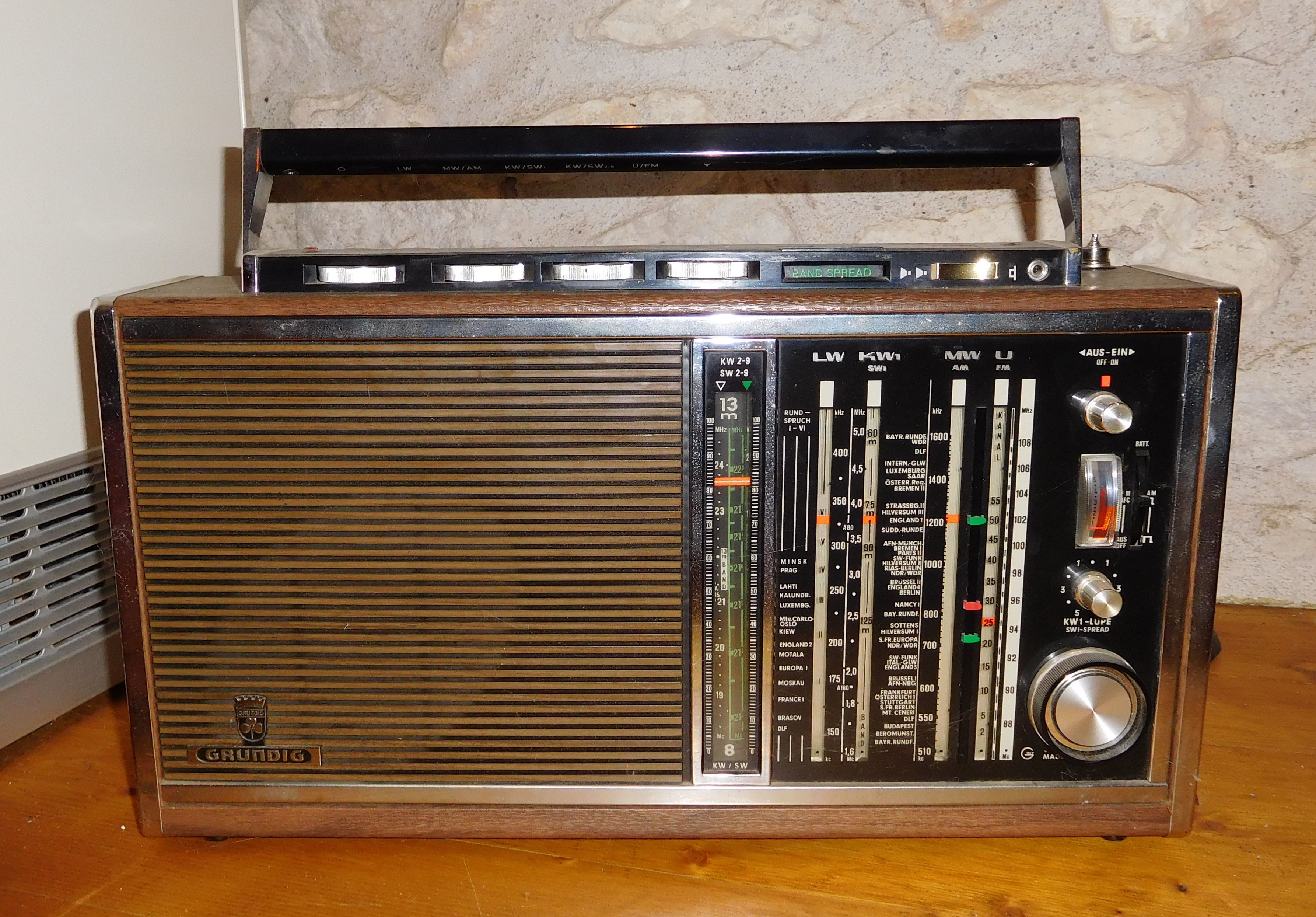
Receptor portátil Grundig Satellit 210, por volta de 1969–1971, apresentando os primeiros circuitos de estado sólido.

Um receptor de rádio de ondas curtas é um receptor de rádio que pode receber uma ou mais bandas de ondas curtas, entre 1,6 e 30 MHz. Um receptor de rádio de ondas curtas geralmente recebe outras bandas de transmissão, como rádio FM, ondas longas e ondas médias. Os receptores de rádio de ondas curtas são frequentemente usados por amadores dedicados, chamados ouvintes de ondas curtas.

## História
Embora receptores de ondas curtas construídos em casa tenham sido usados por operadores de rádio amadores e experimentadores de rádio antes da Primeira Guerra Mundial, a primeira vez que a recepção de rádio de ondas curtas ficou disponível par o público em geral foi por meio do uso de conversores de frequência de ondas curtas vendidos como acessórios para aparelhos de rádio de banda de transmissão em meados da década de 1920. Estes conversores geralmente apresentavam desempenho insatisfatório e, por isso, aparelhos receptores dedicados de ondas curtas logo apareceram no mercado. A National Radio Company lançou o receptor regenerativo de ondas curtas SW-2 "Thrill box" em 1927 e, mais tarde, ofereceu modelos aprimorados, como o altamente conceituado SW-3. Outros notáveis receptores de ondas curtas iniciais incluíram a linha de receptores regenerativos "Super Wasp" da Pilot Radio.
Os Laboratórios de Rádio E.H. Scott ofereceram o seu kit receptor de ondas curtas super-heteródino "Recorde Mundial" no final da década de 1920, e em 1931 Hammarlund apresentou o "Comet Pro", o primeiro receptor super-heteródino de ondas curtas comercial totalmente montado. A Hallicrafters introduziu o "Super Skyrider" em 1935, um receptor super-heteródino de ondas curtas disponível em vários modelos diferentes que cobriam a banda de transmissão de até 30 MHz . Em 1936, a Hammarlund introduziu o seu receptor super-heteródino de ondas curtas "Super-Pro".
Os circuitos receptores super-heteródinos logo substituíram essencialmente todos os projetos de receptores anteriores, e fabricantes de rádio como RCA, Zenith, Philco, Emerson e Stromberg-Carlson ofereceram aos consumidores aparelhos de mesa ou console "all wave" que podiam receber bandas de ondas médias e curtas. Em 1936, estimou-se que 100 por cento dos modelos de consola e 65 por cento dos rádios de mesa eram capazes de receber transmissões de ondas curtas.
Após o desenvolvimento de vários protótipos entre 1939 e 1941, a Zenith introduziu o modelo 7G605 Trans-Oceanic 'Clipper' em 1942, um dos primeiros receptores portáteis de ondas curtas comercializados para consumidores. Os projetos de receptores de ondas curtas tradicionalmente empregavam válvulas de vácuo, mas os projetos de circuitos de estado sólido começaram a surgir na década de 1950. O modelo Magnavox AW-100 foi introduzido em 1957 e estava entre os primeiros receptores de rádio de ondas curtas totalmente transistorizados comerciais, junto com o Trans-Oceanic Royal 1000 (1957) e o Trans-World Portable T-9 Code 126 (1958).
À medida que os receptores de ondas curtas evoluíram, eles ganharam uma série de melhorias em relação aos seus primeiros equivalentes. A afinação digital direta eliminou as suposições e imprecisões inerentes aos afinadores analógicos. Componentes de estado sólido minimizaram o desvio de frequência. A detecção síncrona melhorou a fidelidade e a estabilidade do áudio. E a miniaturização de componentes juntamente com circuitos integrados permitiu a fabricação de pequenos receptores de ondas curtas portáteis com sensibilidade adequada para fornecer recepção de ondas curtas satisfatória.

## Tipos e características do receptor

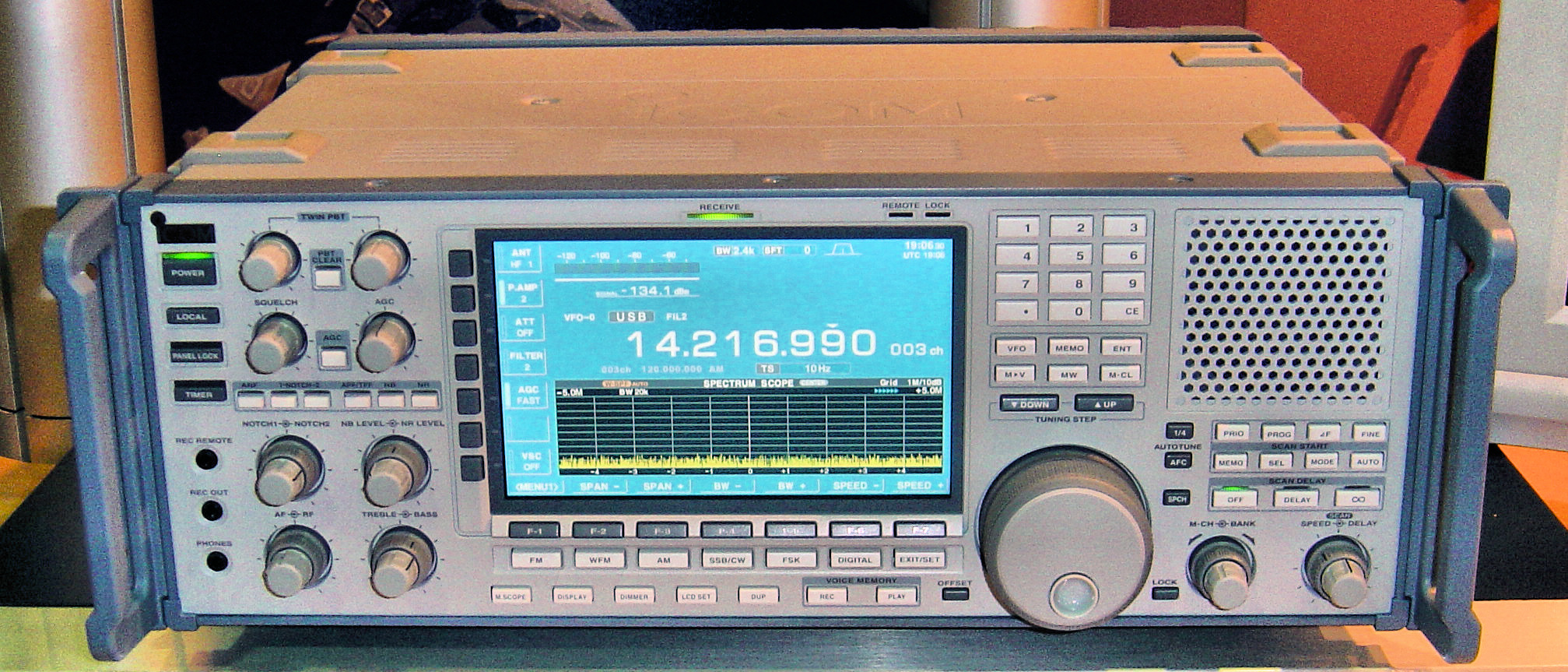
Receptor de comunicações de ondas curtas moderno Icom RC-9500.

Os modernos receptores de rádio portáteis de ondas curtas operados por bateria, muitas vezes chamados de receptores de rádio mundial ou de banda mundial, são comercializados principalmente para aqueles que desejam receber transmissões internacionais e são oferecidos numa variedade de unidades compactas de "tamanho de viagem" a menores de "tamanho de bolso".
Os receptores de ondas curtas, conhecidos como receptores de comunicação, são normalmente conjuntos maiores de mesa usados em rádios amadores, instalações comerciais e militares, e por amadores sérios. Eles geralmente incluem recursos que permitem maior sensibilidade e seletividade.